# Khisl (Adelsgeschlecht)

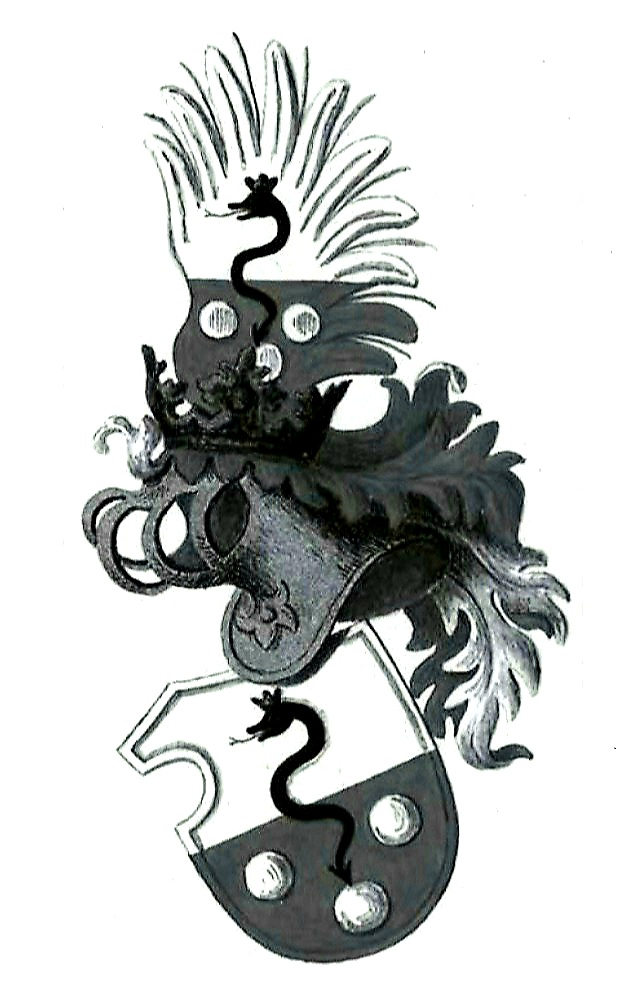
Stammwappen der Khisl

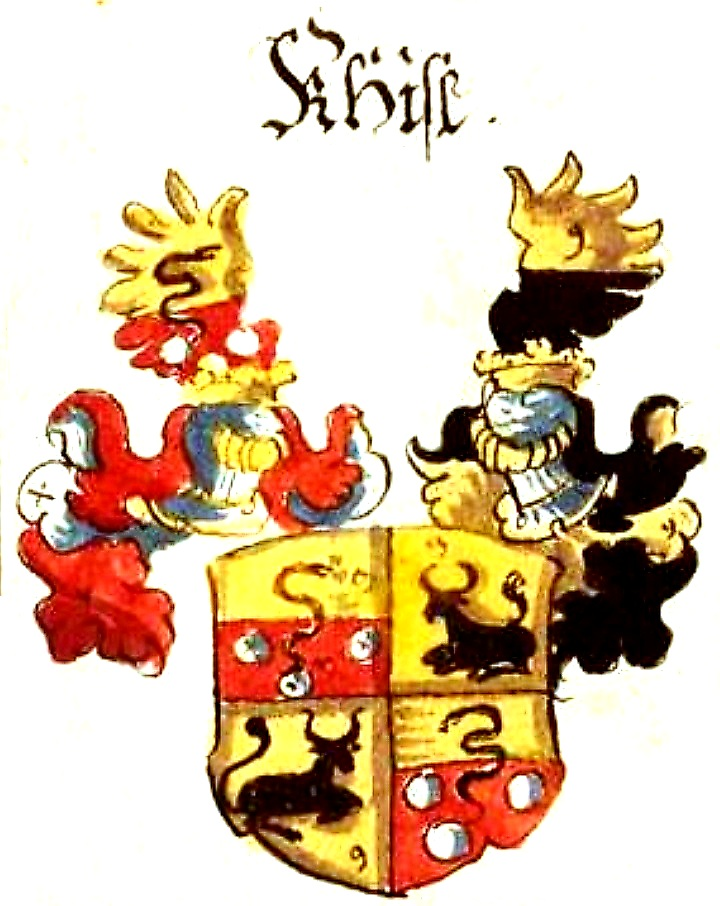
Wappen der Khisl, um 1600 im Codex iconographicus 307

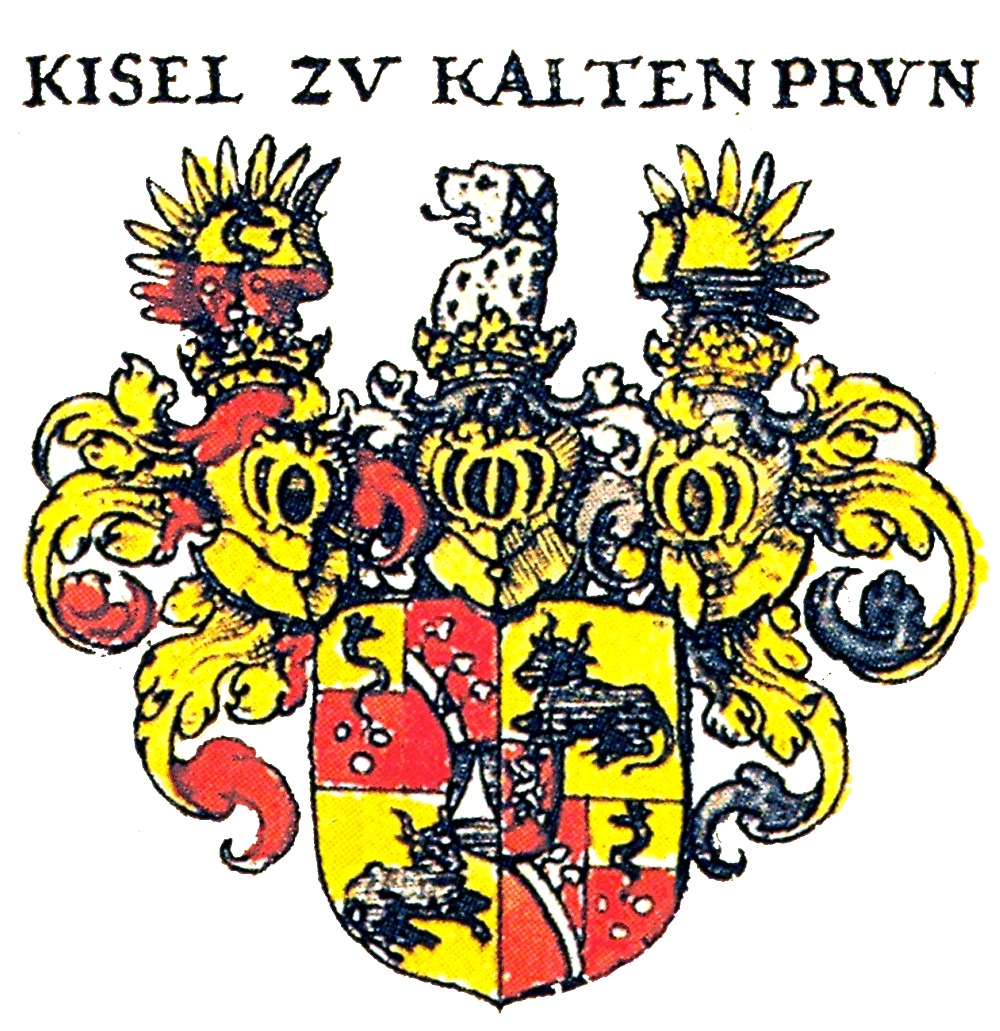
Wappen der 1590 in den Freiherrnstand erhobenen Khisl in Siebmachers Wappenbuch von 1605

Khisl (auch Kisel oder Khiesel, Kisel, Kissel, Khissel, Kiesel, Küssel, Khiessl, Khiesl,  Khysl) war der Name eines aus dem Herzogtum Krain stammenden Adelsgeschlechts, das auch im Herzogtum Steiermark begütert war. Erstmals urkundlich erscheint die Familie 1522 mit Veit Khisl (Bürgermeister von Laibach zwischen 1533 und 1546).

## Familienmitglieder

### Veit Khisl
Veit Khisl (gestorben nach 1569) soll aus Bayern ins Herzogtum Krain gekommen sein. Seine Übersiedlung soll durch Vermittlung der damals bereits mächtigen Auersperger erfolgt sein. Erstmals erwähnt wird er im Jahr 1522 bei seiner Einbürgerung in Laibach. Veit Khisl war zwischen 1533 und 1546 mehrfach Bürgermeister von Laibach und Erbauer von Schloss Kaltenbrunn (heute Schloss Fuzine im Stadtbezirk Moste von Ljubljana).

### Johann Khisl von Kaltenbrunn
Hans Khisl Freiherr zu Kaltenbrunn und Ganowitz († 1591), Sohn von Veit Khisl, war Unternehmer in Krain und österreichischer Staatsmann, zuletzt innerösterreichischer Hofkammerpräsident. Hans Khisl vollendete den von seinem Vater begonnenen Bau von Schloss Kaltenbrunn. Er hatte sieben Kinder: Georg, Veit, Ludwig, Johann Jakob, Karl, Anna Maria und Anna.

### Georg Khisl von Kaltenbrunn
Georg Khisl, Freiherr auf Kaltenbrunn und Gonowitz (1558–1605), Sohn von Johann Khisl, war krainischer Landesverweser (1592) und Oberst-Erblandtruchseß in Görz. Verheiratet war Georg Khisl mit Katharina von Kollnitz. Er hinterließ als einziges Kind die Tochter Anna Maria.

### Anna Maria Khisl von Kaltenbrunn
Anna Maria Khisl von Kaltenbrunn (1581–1605), Tochter von Georg Khisl von Kaltenbrunn, heiratete Johann Baptist Moscon († 1646), Kämmerer von Ferdinand II. Ihre Kinder waren Jobst Joseph und Johann Jakob Moscon.

### Veit Khisl von Kaltenbrunn
Veit Khisl († 1609), Sohn von Johann Khisl, diente in der Jugend unter spanischer Fahne in den Niederlanden, erscheint 1601 als kaiserlicher General und Kommandant zu Karlstadt (heute Karlovac, Kroatien) an der Kroatisch-Slawonischen Militärgrenze. 1608 erhielt er Herrschaft und Burg Marburg; ursprünglich landesfürstliches Eigentum von Ferdinand II., als Pfand. Veit starb 1609 unverehelicht. Erbe war sein Bruder Johann Jakob.

### Ludwig Khisl von Kaltenbrunn
Ludwig Khisl von Kaltenbrunn, Sohn von Johann Khisl, war verheiratet mit Anna Maria von Neuhaus und hatte vier Söhne: Joseph, Johann Christoph, Christophorus und Joachim.

### Karl Khisl von Kaltenbrunn
Karl Khisl von Kaltenbrunn († 1631 oder 1632), Graf von Gottschee, Herr zu Wartenstein und Aspang, Sohn von Johann Khisl von Kaltenbrunn, war verheiratet mit Katharine Unterholzer von Kranichberg. Er starb kinderlos.

### Johann Jakob Khisl von Kaltenbrunn
Hans Jakob Khisel, (1565–1638), Sohn von Johann Khisl von Kaltenbrunn war Graf von und zu Gottschee, Herr zu Kaltenbrunn, Gannowitz, Kieselstain, Reifnitz, Pöllan, Billichgräz, Neuhaus, Marburg, Hainfeld, war Oberstkämmerer von Ferdinands II. Als Erbe seines Bruders Veit war er ab 1609 Pfandherr und ab 1620 Besitzer von Herrschaft und Burg Marburg. Mit dem Tod des Grafen Hans Jakob erloschen die Khisl 1638 im Mannesstamm. Universalerbe war sein Adoptivsohn Georg Bartholomäus Zwickel gen. Khissl.

### Georg Bartholomäus Zwickel gen. Khissl
Georg Bartholomäus Zwickel (* um 1600–1656) wurde 1623 von Kaiser Ferdinand II. als sein Kämmerer unter dem Namen Kisel (Kissel, Kiesel, Küssel, Khiessl, Khiesl,  Khysl) in den Grafenstand erhoben wurde, da er über seine Mutter Maria geb. von Thannhausen Adoptivsohn und Universalerbe des kaiserlichen Oberstkämmerers Hans Jakob Kisel (1565–1638) war. Er war verheiratet mit Anna Berka von der Duba (1613–1674). Ihre Kinder waren Katharina  (1635–1655), Elisabeth (1638–1694), Johann Jakob Bartholomä und Anna-Maria, später verheiratete Gräfin Brandis (1643–1703).

### Johann Jakob Bartholomä Zwickel Graf von Khisl
Johann Jakob Bartholomä Zwickel (* um 1640–1691), Enkel von Georg Bartholomäus Zwickel gen. Khissl, war Oberster Erb-Truchseß in Görz und Kämmerer von Leopold I.
Mit seinem Tod erloschen die Zwickel (genannt Khiesl) 1691 im Mannesstamm. Verheiratet war er mit Karolina Polyxena, einer Tochter des kaiserlichen Feldmarschalls Graf Raimondo Montecuccoli bzw. Schwester des Generals Fürst Leopold Philipp Montecuccoli. Ihr einziges Kind war die Tochter Maria Eleonore.

### Maria Eleonore Khiesl
Die einzige Tochter von Johann Jakob Bartholomäus Zwickel, Maria Eleonore Khiesl brachte 1695 die Herrschaft Hainfeld in die Ehe mit Graf Leopold Joseph Orsini-Rosenberg ein. Verwitwet verkaufte sie die Herrschaft 1710 an den Grafen Wenzel Karl von Purgstall.

## Wappen
Das bürgerliche Stammwappen zeigt im von Gold über Rot geteilten Schild eine Schlange mit Krone und im unteren Feld drei silberne (Kiesel-)Steine oder Kugeln (2:1).
Es erfuhr im Jahr 1561 durch die Verleihung des Adelstitels an Hans Khisl seine erste Besserung: der Schild ist fortan quadriert mit einem liegenden schwarzen Stier im goldenen zweiten und dritten Feld. Eine zweite Besserung (Herzschild) erhielt das Wappen im Jahr 1587 nach dem Aussterben der mit den Khisl verwandten Familie Kollnitz.
Die Grafen Khisl führten einen quadrierten Schild, belegt mit gespaltenem Herzschild, darin rechts in Blau ein aufrechtes silbernes Dreieck (nach Wißgrill Stammwappen der Khisl, aber eigentlich der erloschenen Kollnitz), links in Rot ein golden gekrönter silberner Löwe. Feld 1 gespalten: rechts Gold über Rot geteilt, das Ganze belegt mit einer aufrechten, einwärts schauenden gekrönten Schlange, die im unteren Feld von drei (2:1) silbernen Kugeln begleitet ist (Stammwappen der Khisl). Die andere Hälfte des 1. Feldes zeigt in Rot einen aufwärts gebogenen silbernen Schrägbalken, aus dem oben drei silberne Lindenblätter wachsen (auch zu Kollnitz gehörig). Feld 2 und 3 zeigt in Gold einen ruhenden, einwärts schauenden schwarzen Büffel. Feld 4 ist wie Feld 1, nur sind die Hälften seitengetauscht. Auf dem Schild ruhen drei gekrönte Bügelhelme, auf dem rechten mit rot-goldenen Decken ein geschlossener Flug, bezeichnet wie das Schlangen-Schildbild in Feld 1 des Hauptschildes, auf dem mittleren mit blau-silbernen Decken ein Brackenrumpf von Hermelin, das Ohr mit einem blauen Schrägkreuz belegt (späterhin auch als silberner Löwenrumpf dargestellt), auf dem linken mit schwarz-goldenen Decken ein geschlossener, Gold über Schwarz geteilter Flug. Der Unterschied zum bereits 1590 von Kaiser Rudolf II. zum Freiherrnstand erteilten Wappen, wie es noch 1605 in Johann Siebmachers Wappenbuch dargestellt ist, besteht in der Grafenkrone, die den Herzschild bedeckt. Dieses Wappen wurde 1640 auch dem Grafen Georg Bartholomeus Zwickel gen. Khissl († 1656), als von seinem Adoptivvater ererbt, von Kaiser Ferdinand III. bestätigt.

## Besitztum
Die dokumentierten Familienmitglieder hatten zahlreiche Besitztümer im Herzogtum Krain. Die bekannt gewordenen Orte sind nachstehend aufgelistet.
- Kaltenbrunn, Schloss (ab 1528). Von Veit Khisl und Johann Khisl von Kaltenbrunn erbaut.

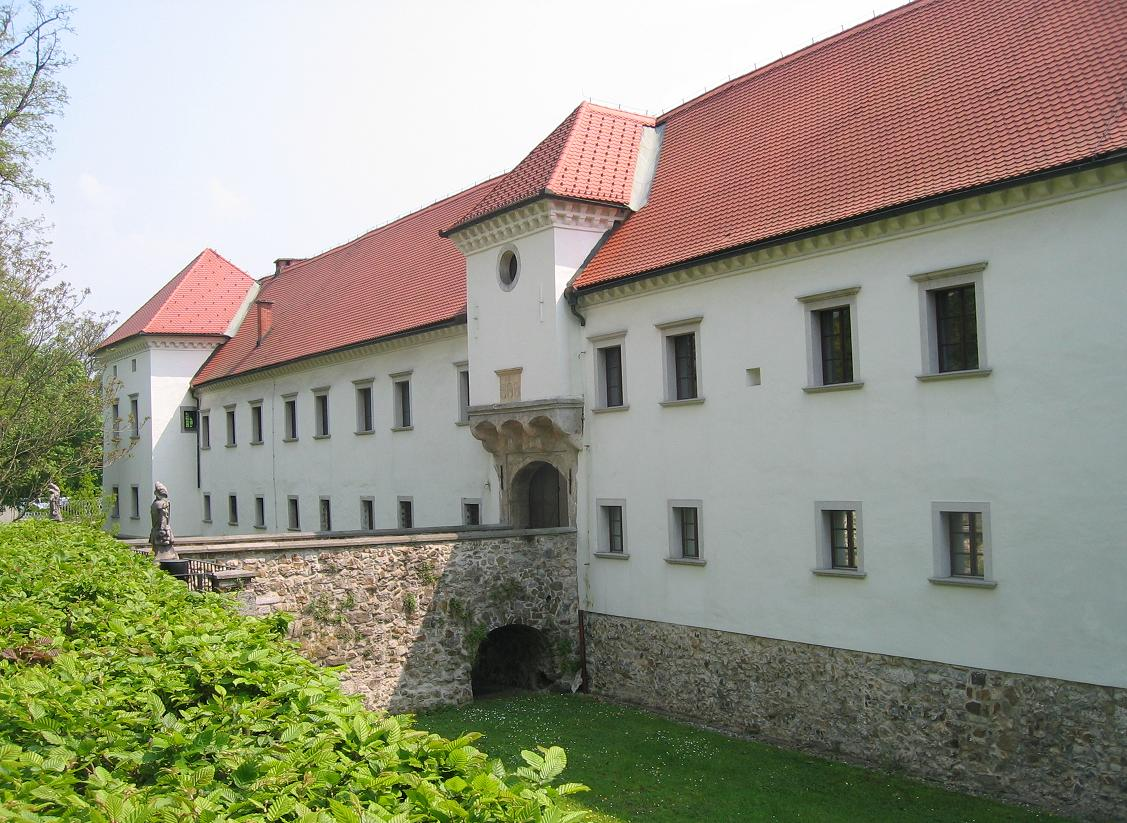
Schloss Kaltenbrunn, Stammschloss der Khisl (heute Grad Fužine bei Ljubljana)

- Schloss Kaltenbrunn, Stammschloss der Khisl (heute Grad Fužine bei Ljubljana)Aspang (1623 bis 1628). Von Karl Khisl von Kaltenbrunn erworben und wieder veräußert.[9]
- Billichgräz
- Ganowitz / Gannowitz[24]
- Gottschee, Grafschaft (1619 bis 1641)[25][26]
- Khiselstein[27] Schloss Kieselstein, Krainburg

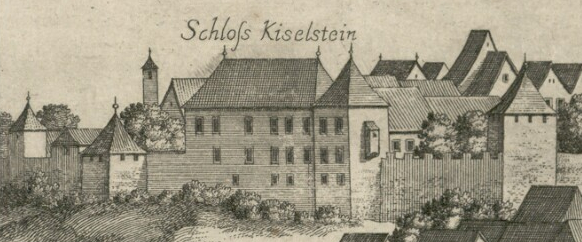
Schloss Kieselstein, Krainburg

- Marburg an der Drau, Herrschaft und BurgBurg Obermarburg und Stadtschloss Marburg

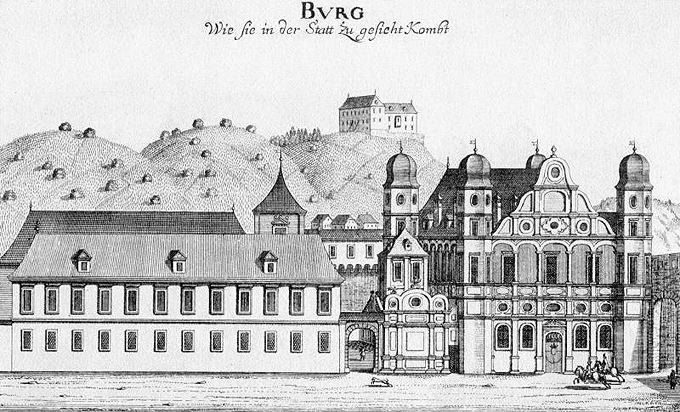
Burg Obermarburg und Stadtschloss Marburg

- Neuhaus
- Pölland, Herrschaft[26]
- Reifnitz; Herrschaft[28][26]
- Hainfeld